# カルルク
カルルク（古代テュルク語：、英: Qarluq）とは、7世紀から12世紀にわたってジュンガル盆地やイリ地方に存在したテュルク系遊牧民。中国史書では歌邏禄・葛邏禄・葛禄と記し、ペルシャ語ではخَلُّخ （Khallokh）、アラビア語では قارلوق （Qarluq）と記された。 

## 名称
カルルクの存在は東西史料の両方に記されており、さまざまな記名がある。
- 歌邏禄…『旧唐書』、『新唐書』
- 葛邏禄、葛禄…『新唐書』
- （q.r.l.uq）…『オルホン碑文』
- Karluck…ラシード・ウッディーン『集史』
- Karlugh、Karligh…アラーウッディーン・アターマリク・ジュヴァイニー『世界征服者の歴史』
- Karlik…アブル＝ガーズィー・ハン『テュルクの系譜』
- Kharlakhi…イブン・ハウカル
- Kazlak…ミルフワーンド

## 構成部族
『新唐書』回鶻伝下によると、歌邏禄（カルルク）には3つの部族がおり、北庭都護府（現在の昌吉回族自治州ジムサル県）の西北、金山（アルタイ山脈）の西に住んでいたという。顕慶2年（657年）、唐によってそれぞれに都督府が置かれた。
- 謀落（謀剌、Bulāq）部→陰山都督府
- 熾俟（婆匐、Čigil）部→大漠都督府／金附州
- 踏実力部→玄池都督府

また、これら三部族を三姓歌邏禄（ウチュ・カルルク、Üč Qarluq）とも呼んだ。

## 歴史

### 西突厥の支配
初めは西突厥の構成種族として現れ、歌邏禄（カルルク）の他に咄陸（都陸）・弩失畢・処月・処密・姑蘇などがいた。
貞観元年（627年）、西突厥の統葉護可汗（在位：619年頃 - 628年）は自国が強盛であるのを自負し、支配下の国々に対する恩賞を与えなかったため、諸部の衆は怨みを抱き始め、遂に歌邏禄種の多くがこれに離反した。
貞観13年（639年）、西突厥の乙毘咄陸可汗（在位：638年 - 653年）は阿史那賀魯を葉護（ヤブグ：官名）に任命し、怛邏斯川（タラス川）に住まわせた。これによって阿史那賀魯は処密・処月・姑蘇・歌邏禄・弩失畢の五姓の衆を統べることとなる。
貞観20年（646年）頃、東突厥の阿史那斛勃が乙注車鼻可汗と称して唐の羈縻（きび）支配から自立すると、西の歌邏禄は北の結骨とともに車鼻可汗に附いた。
貞観23年（649年）、太宗は右驍衛郎将の高侃に命じて迴紇部・僕骨部などの兵を招き寄せて車鼻可汗を襲撃させると、歌邏禄部の泥孰闕俟利発（部族長）や抜塞匐部・処木昆部の莫賀咄俟斤（部族長）らが部落を率いて車鼻可汗に背き、相次いで唐に投降してきた。その後、唐は阿史那賀魯の部落を賀魯州とし、歌邏禄と挹怛（エフタル）の2部を併せて葛邏州とし、雲中都督府に属させた。
永徽元年（650年）9月、車鼻可汗が高侃によって捕えられると、唐はその余衆と歌邏禄の左廂を鬱督軍山（ウテュケン山）に移住させて渾河州とし、渾河州刺史に統領させ、歌邏禄の右廂を狼山都督府とし、狼山都督に統領させた。唐はこの後、単于都護府と瀚海都護府を設置した。
こうして歌邏禄の部衆はモンゴル高原の鬱督軍山に移住したが、アルタイ山脈の西に残った歌邏禄もいた。顕慶元年（656年）、彼らは処密・処月・姑蘇・弩失畢らとともに西突厥の阿史那賀魯に附いて反乱を起こした。8月、左衛大将軍の程知節は阿史那賀魯の所部である歌邏禄の獲剌頡発および処月の預支俟斤らと楡幕谷で戦い、これを破した。

### 回紇との同盟と独立

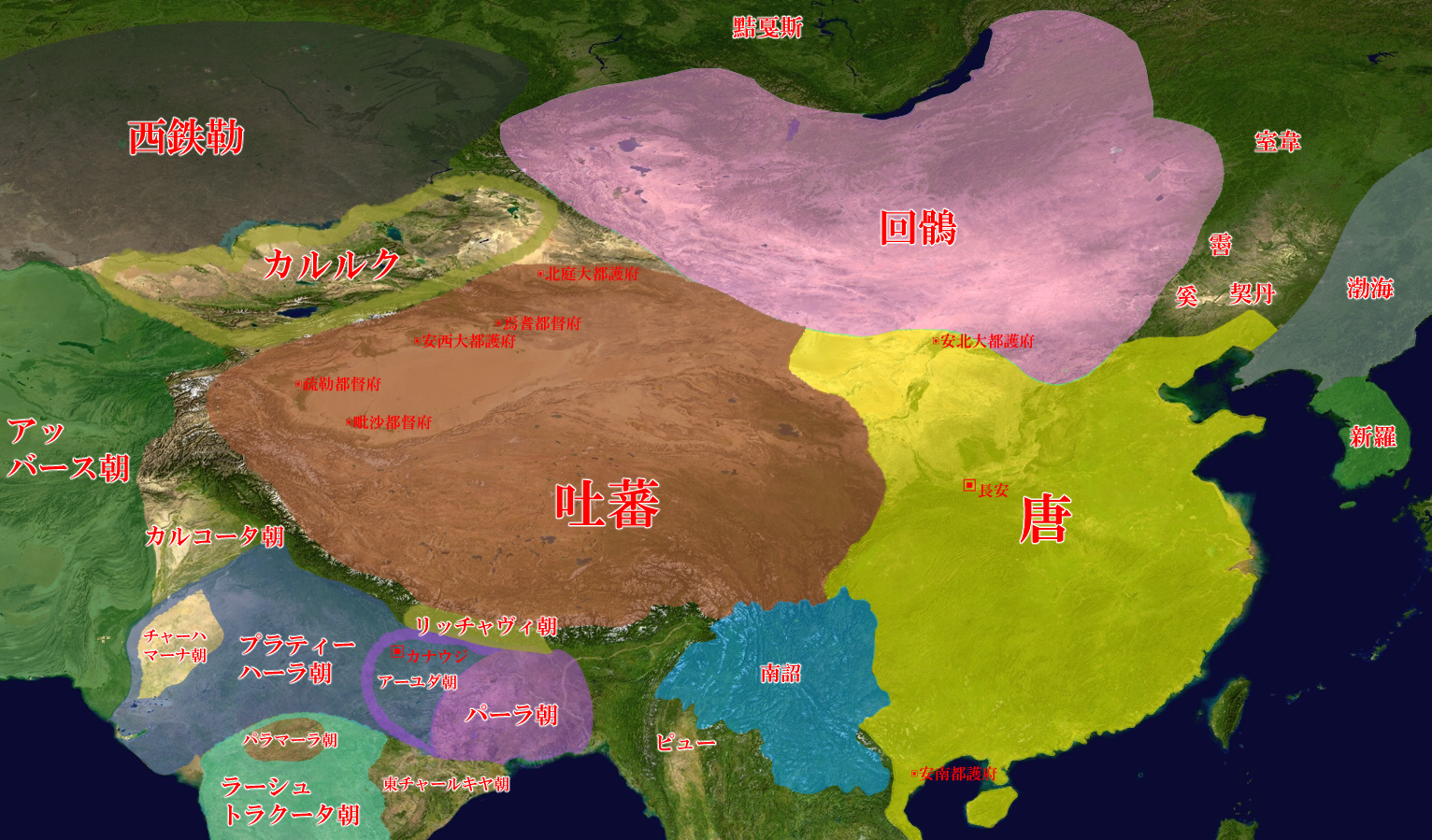
8世紀後半の周辺国。

天宝の初め（742年頃）、抜悉蜜部・回紇部・歌邏禄（葛邏禄）部の3部族は東突厥（第二可汗国）に叛き、抜悉蜜部の部族長である阿史那施を推して頡跌伊施可汗とし、回紇部の部族長である骨力裴羅と歌邏禄部の部族長はそれぞれ左葉護（左ヤブグ）・右葉護（右ヤブグ）と称した。
天宝3載（744年）8月、抜悉蜜部・回紇部・葛邏禄部の3部族は東突厥の烏蘇米施可汗を殺し、その首を唐の京師に伝え、太廟に献上した。東突厥では烏蘇米施可汗の弟である白眉特勤の鶻隴匐が即位して白眉可汗となり、抜悉蜜の頡跌伊施可汗と対立した。その後、回紇部と葛邏禄部は頡跌伊施可汗を殺し、回紇部の骨力裴羅を奉じて骨咄禄毘伽闕可汗とした。その後、骨力裴羅はふたたび唐に遣使を送って入朝したため、懐仁可汗の称号を拝命した。
葛邏禄は鬱督軍山を拠点とする回紇に臣従する一方、金山（アルタイ山脈）と北庭都護府（ビシュバリク）においては葉護として自立し、唐にも毎年朝貢した。葛邏禄の葉護頓毘伽は東突厥の西葉護（西ヤブグ）である阿布思を捕縛した功により、金山郡王に封ぜられた。天宝の間は5回入朝した。
天宝10載（751年）、ズィヤード・イブン・サーリフの率いるアッバース朝軍と高仙芝率いる唐軍が、天山山脈の西北麓のタラス河畔で衝突した（タラス河畔の戦い）。この時、歌邏禄がアッバース軍に寝返ったために唐軍は壊滅し、大敗を喫した。
至徳（756年 - 758年）の後、歌邏禄は強盛となって回紇と双璧をなし、十姓可汗（オンオク・カガン：西突厥可汗）の故地（イリ地方）に移って碎葉・怛邏斯の諸城を占拠した。これ以降、歌邏禄は唐に入朝しなくなった。
大暦年間（766年 – 779年）の後、西突厥を受け継いだ黄姓と黒姓の突騎施二姓は次第に衰退していったため、多くは歌邏禄や回鶻に附き、一部はチュイ川上流に逃れた。

### カルルク国とカラハン朝

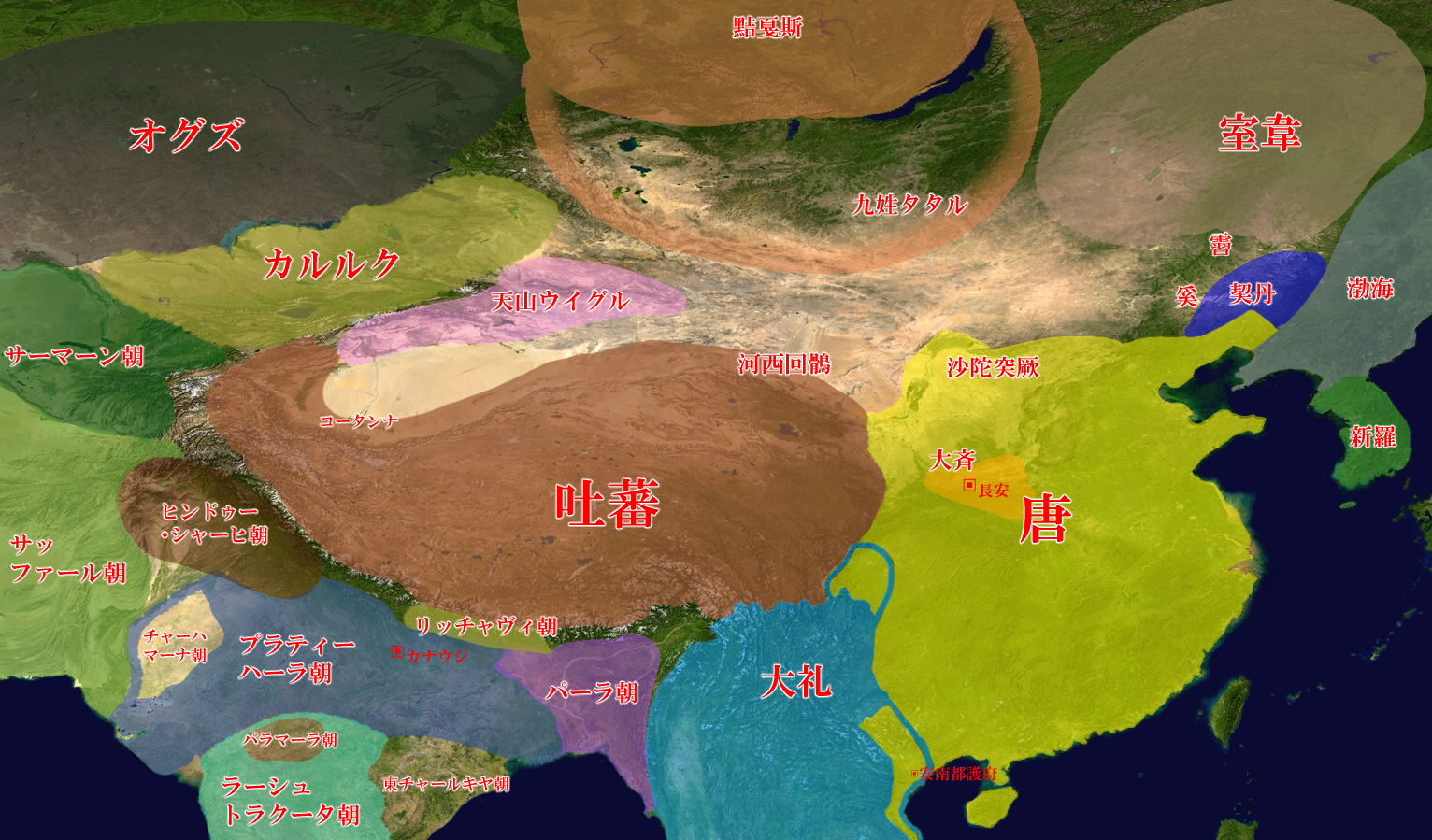
9世紀後半、回鶻可汗国崩壊後の周辺国。

766年にイリ地方を占領したカルルクは、その後もモンゴル高原のウイグル可汗国（回鶻）と敵対しながら勢力を保ったが、あくまでヤブグ（Yabγu）の称号を帯びてカガン（Qaγan）号を用いなかった。それはウイグルを宗主国と見做したためと思われ、『カラ・バルガスン碑文』には、「ウイグルが征西した際、フェルガナでカルルクのヤブグをカルルク王に冊立した」ことが書かれている。しかし、カルルクとウイグルが東西で対立していたことは確かであり、それは『シネ・ウス碑文』(Šine-Usu Inscription)によってわかる。
840年、ウイグル可汗国は内乱の最中に北方のキルギズの大軍に襲撃され、ウイグルの可汗が殺された。これによってモンゴル高原のウイグル可汗国は崩壊し、その残党が西へ移動して天山山脈の北東麓に落ち着いた。これが天山ウイグル王国であり、別の一部はさらに西へ移動してベラサグンに至り、カルルクと合流した。この以前に、熾俟（Čigil）部がカルルクから独立している。
その後のカルルクの歴史は不明であるが、940年頃にカルルク国内で最初のテュルク系イスラム国家カラハン朝が生まれたとされるが定かではない。

### 西遼の侵攻
1125年、遼が金によって滅ぼされると、その一部を率いた耶律大石がモンゴル高原において可汗を称したが、1130年にまた金の攻撃を受けて中央アジアに逃れてきた。耶律大石はまずビシュバリクを拠点とする天山ウイグル王国を臣従させ、1132年には天祐皇帝に即位して西遼を建国した。この頃にカルルクも西遼の支配下に入ったものと思われる。
1134年、カルルクはカンクリとともに反乱を起こしたが、耶律大石によって鎮圧された。耶律大石はこの地の北辺を西遼の直轄地と定め、ベラサグンへ遷都し、ベラサグンをグズオルドと改称した。以降も、カルルクは西遼（カラ・キタイ）の属国となる。

### チンギス・カンとカルルク
1211年頃、カルルクの首長およびカヤリクの王であるアルスラーン・カンは、第3次タングート遠征を終えたモンゴルのチンギス・カンに朝貢をした。その際、アルスラーン・カンはチンギス・カン家の一公主と結婚し、チンギス・カンの娘であるアルトゥン・ベギをウイグル王（天山ウイグル王）と結婚させる約束をした。

## 居住地
西突厥に属していた頃のカルルクは、「北庭都護府（現在の昌吉回族自治州ジムサル県）の西北、金山（アルタイ山脈）の西に在り、僕固振水をまたがって多怛嶺を包み、車鼻部と接した」とあるようにジュンガル盆地の北西部に住んでおり、その後アルタイ山脈の西麓に残る者もあれば、モンゴル高原に移住させられた者もあった。
766年以降のカルルクは、北宋期の史書『新唐書』に「十姓可汗の故地に移った」とあり、Farighunid朝（現在の北アフガニスタン）の地理書『ハッダード・アッ＝アーラム』（波: حدود العالم）では、チュイ川（スイ川）やタラス川の一帯からシル・ダリヤ上流域の北岸を中心に東イリ盆地・イシク・クル地方・フェルガナからカシュガルまでを領していたとある。

## 参考資料
- 『旧唐書』（本紀第四 高宗上、列伝第百四十四下）
- 『新唐書』（列伝百四十下　西突厥、列伝第一百四十二下 回鶻下）
- 内田吟風『北アジア史研究 鮮卑柔然突厥篇』（同朋舎出版、1975年、ISBN 4810406261）
- コンスタンティン・ムラジャ・ドーソン（訳注：佐口透）『モンゴル帝国史1』（平凡社、1976年）
- 山田信夫『北アジア遊牧民族史研究』（東京大学出版会、1989年、ISBN 4130260480）
- 小松久男『世界各国史4 中央ユーラシア史』（山川出版社、2005年、ISBN 463441340X）
- 訳注：金山あゆみ『ラシード=アッディーン『集史』「モンゴル史」部族篇訳注』（風間書房、2022年）